# Macrosia fumeola
Macrosia fumeola là một loài bướm đêm thuộc phân họ Arctiinae, họ Erebidae.